# Multipler Carboxylase-Mangel
Ein Multipler Carboxylase-Mangel ist eine sehr seltene angeborene, autosomal rezessiv vererbte Stoffwechselstörung.
Es werden zwei Formen unterschieden:
- Holocarboxylase-Synthetase-Mangel, Synonym: Holocarboxylase-Synthase-Mangel; englisch holocarboxylase synthetase deficiency; HCS, Manifestation bereits im Neugeborenenalter[2]
- Biotinidasemangel, Synonym: Spät einsetzender multipler Carboxylasemangel; englisch Biotinidase deficiency; late-onset multiple carboxylase deficiency, Krankheitsausbruch zu einem späteren Lebenszeitpunkt

## Verbreitung
Die Häufigkeit ist nicht bekannt, die Vererbung erfolgt autosomal-rezessiv.